# 七瀬アリス
七瀬 アリス（ななせ アリス、1997年2月25日 - ）は、日本のAV女優。事務所はガールールプロ、ライフプロモーションを経て、2022年2月よりオールプロ、2024年5月よりACT所属。

## 略歴
かつては市島 亜美（いちしまあみ）名義で活動していたが、現在の公式なデビュー日は七瀬アリス名義でのデビューである2020年デビューとしている。なお、この直前まで当時の彼氏の仕事を手伝っていたが、別れたタイミングでもあり、専属として生活基盤を作れたのは嬉しかったという。
2020年9月13日に七瀬アリス名義でアイデアポケット専属女優として再デビュー。5作品に出演した後、企画単体女優へ転向。2022年6月よりKMPの社長室室長（事実上のPR担当）に就任し、同時に同社のレーベル「Million」の専属女優となる。企画単体時代を経たことで「作品に対して理解力を養った」という。
2022年11月9日のポーカーアプリ・エムホールデム公式番組「m HOLD‘EM メディア対抗戦」ではサイゾー代表としてグラビアアイドルらと対決した。同月13日の撮影会を連絡がつかない状態で無断欠席しており、台湾「中天新聞網」では失踪と報道された。
2022年12月31日、Twitterを更新。休業期間を「体調不良」であったと綴った。
2022年にはメタバースや暗号資産などの広報プロジェクト「Meta Girls」（メタガールズ）に天川そら、広瀬なるみ、桜もことともに参加。2023年1月18日に初のリアルイベントを開催。
2023年8月3日、品川・GOTANDA G6で行われた「LADY MADONNA ANNEX」に歌手として出演。バックダンサーを従えアイドル曲を歌った。同年はAmazonアダルト写真集部門ランキングでAI生成モデルがランキングを席巻する中、生身のモデルで唯一上位に食い込んだことから「電子書籍の女王」とも呼ばれた（いわゆる紙の写真集は未発売）。
2023年12月より本中、ダスッ!、E-BODYのトリプル専属となり、各メーカーから約半年ぶりの新作を発売。AV女優業へ復帰した。
2024年1月19日から2月16日まで開催される『FANZA【AV大好きキャンペーン】I LOVE AV♡』のキャンペーンガールに就任。また、同キャンペーンの特別企画として、AVプロデューサーの智子とAV制作の裏側やAVの新企画について語る対談を行い、この模様がFANZAニュースに掲載された。
2024年5月、事務所をACTへ移籍したことを自身のX（旧Twitter）で報告。
2024年8月9日から8月11日まで台北南港展示センター ホール2（TaiNEX 2）で行われた「TRE台北国際成人展」に登壇した際には、「台日的性感女優DJ」として報道された。
ハーレーダビッドソン専門誌『VIBES』Vol.369（2024年7月号）で表紙を担当。
2025年2月10日週FANZA通販フロアランキングでは、出演作『MOODYZファン感謝祭 バコバコバスツアー2025 素人17名とAV女優17名の1泊2日大乱交 新世代AVオールスター覚醒！』が予約段階で初登場3位を記録。
2025年4月13日、事務所退所の意向をXでポスト。決定している仕事は遂行することも発信。15日には所属事務所ACTのアカウントで「お詫びとご報告」と題された文章が投稿された。

## 人物
- 趣味は琴[1]。
- 汗をかきたくない子供時代を送り[2]、小学校、中学校は体育の授業を受けないようにしていた。
- 高校生の頃は部活を避けてバイト三昧の生活を送る[2]。はじめてのバイトはココイチ[2]で、そのほかラーメン店の店員、台湾ハーフと嘘をついてフィリピンパブ勤務など多数のアルバイトを経験[2]。
- 高校卒業後に上京[2]。
- コロナ禍になりやることがなくなり、女性の友人などと相談した結果、AV女優を志す[2]。単体女優でなければやらないと決めており、最終的にはやるかやらないかは占いで決めた[2]。それ以前は知り合いに勧められライブチャットで稼ぎながら暮らしていた[5]。AV女優になることを友人に告げるとみんなから「アンタにめっちゃ向いてる仕事」と言われたという[22]。
- 子供の頃からエッチなものが好きで、幼稚園でエロ漫画、その後はエロゲ、小学生でAVを知り見るようになった。エッチなコンテンツの中でもAVは特に好きで、ネガティブなイメージを持ったことは一度もないと語っており[16]、尊敬する女優として、桃乃木かな、桐谷まつり、天海つばさらを挙げている[23]。
- 性癖はヌルヌルテカテカ。変形水着や変な衣装を着ること（普段は着れないが、AV作中でなら着れることに興奮する）[7]。
- KMP専属以降はパーソナルトレーナーを付け、キャベツと鶏肉を主食にするなど、体型維持を心掛けている[24]。またこの時期以降は、ヘアがあるとコスプレ衣装等で制限が出ることを理由にパイパンにしている[25]。
- 好きなタイプは「おじさん」（60歳くらいまではOK）[5]。AVとの接点も、デビューする2年前まで交際していた49歳男性に「AVを見ながらのエッチ」でAV女優のテクニックを真似させられて鍛えられたことによる[5]。自称「鉄マン」[5]。
- アサヒ芸能では性格を「温厚だが好き嫌いがはっきりした性格」と論じられた[5]。
- 2024年頃からキメセク作品が多くなっており、ここでする表情の人気から海外ファンからは「アへ顔のスペシャリスト」、「Please Ahegao!」と呼ばれている[22]。AVライターの芝田カズは「顔面特化」（表情に焦点を当てた作品）ブームを巻き起こした立役者と紹介した[26]。

## 作品

### アダルトビデオ
市島亜美 名義
- 新・素人娘、お貸しします。 35 市島亜美（5月22日、プレステージ）
- 街角美少女を、本気でヤッちゃいました。2nd. 15（5月22日、プレステージ）
- 道産子色白むっちり娘 FO2無●正ライブ配信の女神「あ●」さんがAVで夢のコスプレシチュエーションプレイに初挑戦wktk（8月14日、First Star）
- 天然ロリ美少女のいいなり中出し 4SEX 市島亜美（9月26日、First Star）
- 職場衝撃! 本物ストーキング野郎降臨! いきなりお宅レイプ玄関開けたら即ズボぶっかけ中出し輪姦 自宅警備員コタロー（12月26日、First Star）

七瀬アリス名義
- Hが好きな女性は嫌いですか? キスする5秒前から濡れちゃう敏感キレカワ（綺麗可愛い）美少女AVデビュー 七瀬アリス（9月13日、アイデアポケット）
- 最高の女とホテルで朝まで… 色欲に飢えた雄と雌の卑猥性交 七瀬アリス（10月13日、アイデアポケット）
- 彼女の美人お姉さんのハミ尻デカ尻誘惑が反則すぎる。 七瀬アリス（11月13日、アイデアポケット）
- 運命の糸NTR 俺の妻は今頃、10年ぶりに再会した幼馴染と貪り合うようにSEXをしている 七瀬アリス（12月13日、アイデアポケット）

- 母親の再婚相手のオジサンに毎日レ●プされています。 七瀬アリス（1月7日、アイデアポケット）
- 呼べば速攻チ○ポをしゃぶりに来てくれる舐めマンフェラビッチ！ 七瀬アリス（5月19日、エムズビデオグループ）
- 行列が出来る中出し中毒公衆便女 濃厚オヤジの追撃 種付けプレス20連発大乱交 七瀬アリス（6月1日、ワンズファクトリー）[5]
- 女好きの親父と押しに弱い妻を残して、2泊3日の出張へ行く事になりました…。 七瀬アリス（6月7日、マドンナ）
- 「さっき、彼氏にフラれたんです…」 弱ってる女をナンパお持ち帰り。寂しさの裏返し!? 朝までむちゃくちゃヤレた素人娘。 アリスちゃん (21歳)（6月15日、ナンパJAPAN）
- 大学で一番可愛いアリスが酔うとまさかのキス魔に豹変! おチ●ポ大好きで朝までしゃぶってハメて夢の泥酔ワンナイト 七瀬アリス（6月25日、kawaii*）
- 隣人に俺の彼女が寝取られて。 「音に敏感。壁に呟くクレームおじさん」 七瀬アリス（7月25日、ダスッ!）
- フェロモンむんむん浮気妻はイクと精飲衝動が抑えきれずにごっくん 七瀬アリス（8月1日、MOODYZ）
- おじさんと激しく交わったひと夏の思い出。 七瀬アリス（8月25日、ダスッ!）
- 「妊娠しちゃうからだめぇ!」 新人巨乳秘書 断れなかった同伴中出しザーメン温泉旅行 七瀬アリス（9月25日、オーロラプロジェクト・アネックス）
- 人気爆発!? 某J●リフレ店で裏オプが横行しまくり!? 積極的に裏オプを促す女の子と店内でコソコソ中出しSEX（10月1日、DOC）
- 溺れるほどの唾液でマーキング接吻痴女セックス 七瀬アリス（10月12日、ダスッ!）
- 恥辱の抵当妻 夫のミスに付け込んだ輩達… 失敗の穴埋め抵当として若妻は、無償労働に就かされる…。 七瀬アリス（10月12日、オーロラプロジェクト・アネックス）
- 僕の姉は地味で控えめですが、眼鏡を外すと、絶世の美女で我慢できず迫ったら素股からの生挿入で初中出しをさせてくれました。 七瀬アリス（10月26日、ROYAL）
- ナンパコ No.06 マスクしていても分かる美人受付嬢を待ち伏せナンパして騎乗位素股で「入れちゃダメ?」と言わせて3連続中出し!（11月27日、First Star）
- 人妻黒人NTR 人妻秘書を悶えさせる黒人社長。激しくピストンする黒光したペニス。 七瀬アリス（11月23日、ダスッ!）
- 芸能界デビューを断った 男を惑わすイイ女と最高のSEXシチュ 七瀬アリス（12月3日、h.m.p）

- 「あなたの彼女、寝取ります」彼女のことが好きすぎて、寝取り屋に寝取らせ依頼をしてしまった 七瀬アリス（1月4日、かぐや姫Pt/妄想族）
- 東京中出し部 Vol.02（2月27日、MERCURY）
- オナサポ!! 女子○生 着衣で全裸で挑発的ダンス 2（5月10日、かぐや姫Pt/妄想族）
- million専属 午前0時のシンデレラ 七瀬アリス（7月12日、Million）
- 顔面特化アングル ～僕だけのアリスをずっと見つめながら～ 七瀬アリス（8月9日、Million）
- 夜を使いはたして、朝陽が昇るまで七瀬アリスにひたすら犯され続けたい。（9月27日、Million）
- 会員も精子もぜ～んぶGETするヤリサー名誉会長 七瀬アリスの新人おしゃぶり勧誘（10月11日、Million）
- 個撮フリーモデル脅迫輪姦 繰り返し突き挿さる肉棒に屈辱のアクメ堕ち 七瀬アリス（11月8日、Million）[27]
- 地方に出張中に突然の記録的大雨 急遽飛び込んだ旅館で、美人上司からの突然の誘惑 子宮の奥に当て続け、何度もイキまくる腰使いに、夜が明けるまで制御不能の絶倫性交 七瀬アリス（12月13日、Million）[28]

- スクールカースト最下層陰キャの立場逆転パンチラ 人生狂わされる誘惑パンティに何度も負けてしまったダメ教師のボク 七瀬アリス（1月10日、Million）
- 憧れのエリート美人先輩社員を完全催眠 ～お前の知識、経験、常識、全部、俺のもの～ 七瀬アリス（3月14日、Million）
- 悪魔的な変速グラインドで患者のち○こをバグらせ中出し誘発 七瀬アリス（4月11日、Million）
- 顔面優勝! 美形ぞろいの素人集めました。現役女子大生4人のどエロSEX（5月30日、ナンパJAPAN）
- ペロペロGAL 七瀬アリスをキステクで満足させられたらご褒美中出しSEX（12月26日、本中）

- エグすぎる舐めしゃぶりビッチの下品性交。 七瀬アリス（1月9日、ダスッ!）
- 記録的猛暑で憧れの女上司と出張先で急遽相部屋 汗ばんだスリム巨乳に我慢できず童貞の僕は朝まで上司を求め続けた 七瀬アリス（1月23日、E-BODY）
- 派遣マッサージ師にきわどい秘部を触られすぎて、快楽に耐え切れず寝取られました。 七瀬アリス（2月13日、ダスッ!）
- 七瀬アリスの圧倒的顔面とスリム美巨乳のW特化 あなたのチ●ポを馬鹿にさせる悪魔的オナニーサポート（2月20日、E-BODY）
- 時をかける中出し風俗島 タイムマシンに乗ってオマ●コ探して大冒険! 美少女10人大乱交スペシャル!!（2月20日、本中）
- Sな男はダサいって教えないとね? ドS部下をドMペットに堕とす10発中出しするまで勃起させちゃう女上司のSEXテクニック 七瀬アリス（2月27日、本中）
- 七瀬アリス、レズ解禁スペシャル。with 木下ひまり（3月12日、ダスッ!）
- 倒産寸前のファッション会社をエロコス新事業と枕営業でV字回復させた伝説のスリム美巨乳逆バニーちゃん 七瀬アリス（3月19日、E-BODY）
- 飲み屋でいきなり逆ナンしてきたくせに、弄って焦らして寸止めされて超ハイテンション責めっぱなしで せんべろ! マンべろ! チ●コもべろべろ! 何度も何度も精子を搾取される爆ヌキ生パコ中出し×ハシゴ酒 酔わせてくれたら何発でも中出しさせてアゲル!! 七瀬アリス（3月26日、本中）[29]
- AV女優8人の意地とプライドを懸けたひたすら生でハメまくり射精させまくり中出しバトルロワイヤル 北野未奈 七瀬アリス 藤森里穂 松本いちか 倉本すみれ 響乃うた 美園和花 弥生みづき（3月26日、本中）
- 番台のお姉さんが優しく筆下ろしスーパー銭湯。 七瀬アリス（4月9日、ダスッ!）[30]
- 誰もが振り返る高嶺の花が貴方を夜通し王様並みにもてなす甘くてエロいご奉仕不倫性交 七瀬アリス（4月16日、E-BODY）
- 息子の嫁は元裸族 桃尻丸出しルームウェアで中出しバックピストンを無自覚おねだりしてくる 七瀬アリス（5月21日、E-BODY）
- 本当にあった! キメセクnight!! 港区男子に媚薬を吸わされ死ぬほどイカされ中出しされた淫乱覚醒トリップ性交 七瀬アリス（5月28日、本中）
- 義母がドストライクッ!! 七瀬アリス（6月11日、ダスッ!）[31]
- 快楽堕ちして媚薬がないと生きていけないカラダに… ドスケベ競泳水着で整体師の淫行セラピーを求めるスリム巨乳アスリート 七瀬アリス（6月18日、E-BODY）[32]
- ちんちんおっきしたらホテル行きだよ 大好きな彼女が休みの日なのに、セフレ志願の女の子に誘われて、密着囁き野外デートで勃起したら即ラブホゲームに負けて何度も何度も中出ししてしまった 七瀬アリス（6月25日、本中）
- 一度射精してもヌイてくれる本格派回春痴女エステ 七瀬アリス（7月9日、ダスッ!）
- ブラチラ谷間誘惑と中出し淫語誘惑で新人をダメにするフェロモン全振り女上司 七瀬アリス（7月16日、E-BODY）
- 声出したら中出し! 美少女孕ませきもだめし林間学校 2 七瀬アリス 北野未奈 松本いちか 響乃うた 弥生みづき 新井リマ 倉本すみれ 美園和花 藤森里穂（7月16日、本中）
- ヤリマンAV女優七瀬アリスなら! 童貞ち〇ぽ当ててみろ!! 可愛い童貞男子とキスして、デートして、ハメまくり!! 見事、童貞当てたらナマ中出し!!（7月23日、本中）
- 「もう全部夢だから」 酔った勢いで浮気セックスしたバイト先の先輩に何度も中出しした最後の夜。 七瀬アリス（8月13日、ダスッ!）
- 社長夫人が倒産で一気に風俗堕ち 主人がこき使った下請企業の社員たちに知られ中出し20発の違法サービスを強要された… 七瀬アリス（8月20日、E-BODY）
- 昔好きだった同級生が借金まみれになっていたので、当時のあの子にそっくりな娘を俺専用身代わり肉便器メイド1週間20発で雇った 七瀬アリス（8月27日、本中）
- 互いに素性を知った美魔女ママ友と箱ヘルで出逢い、裏引き不倫。 七瀬アリス（9月10日、ダスッ!）
- 最高に美人でド痴女なW女社長に意識飛ぶ寸前まで射精され続けた12時間 七瀬アリス 夢実かなえ（9月17日、E-BODY）
- 手しか繋いだことない初恋相手が地元で有名ヤリマンギャルに…。もう妊娠させちゃってるってばぁ!状態で膣奥に射精しても射精しても腰振りやめないエッグイ腰振り騎乗位中出し16発ぶっこ抜かれた帰省中の3日間 七瀬アリス（9月24日、本中）
- 純粋な優等生は不良ギャルとのエビ反りキメセクでレズ堕ちしました。 七瀬アリス 皆月ひかる（10月8日、ダスッ!）
- 原作 だにまるstudio 5.7万部売上 実写化! 酔った後輩が素直になるまで 超絶ツンデレ!! 冷たい後輩があまあまモードに! 七瀬アリス（10月15日、MOODYZ）
- 予約の取れない誘い受け専門のマゾ風俗嬢、七瀬アリス。（11月12日、ダスッ!）
- 1泊100万円のV.I.P個室病棟では神ビジュ専属ナースの国賓並みご奉仕サービス受け放題ヤリ放題 七瀬アリス（11月19日、E-BODY）[33]
- 催眠痴女クリニック 頭バグらせ囁き淫語と膣奥ぎゅんぎゅん馬乗り騎乗位で中出し誘導 早漏バカチ●ポにさせる美人女医 あなただけに送るスペシャルED改善治療15発射精 七瀬アリス（11月26日、本中）
- テストステロンむんむんおじさんNTR 大嫌いな上司のスメハラを改善するように促したら、香水で股が勝手に開いてしまうオス匂いになっていた。 七瀬アリス（12月10日、ダスッ!）
- 本中’24 夏の大共演 完全版! 大感謝8時間 特別プライス!! 七瀬アリス 松本いちか 北野未奈 美園和花 美谷朱里 弥生みづき 響乃うた 新井リマ 倉本すみれ 藤森里穂（12月24日、本中）
- 美顔 × 美巨乳 × 美尻の三美一体 七瀬アリス E-BODY専属6タイトル全本番ベスト8時間（12月31日、E-BODY）※単体ベスト

- 二段階NTR中出し 大嫌いな夫の上司の痴漢指テクの虜にされて… 不倫沼に堕ちてしまった色白巨乳美人妻 七瀬アリス（1月28日、本中）
- それでも妻を愛せますか? 情夫達に言い寄られるたび、股を開き他人棒で絶頂する巨乳淫売女編。 七瀬アリス（2月11日、ダスッ!）
- 従順な年下彼氏君に貞操帯を付けて1ヶ月禁欲させたら性欲モンスターに!? 立場逆転のイチャラブ絶倫ピストンにず～っとイカされ続けた私… 七瀬アリス（2月18日、E-BODY）
- 人気AV女優がプライベートで禁欲・連射・ザーメン爆抜きハメ管調教!! 七瀬アリス専用従順中出しペットを紹介します。（2月25日、本中）
- ロードバイクで鍛え抜かれたデカ尻膣オナホでハイケイデンス騎乗位痴女イカせSP 七瀬アリス（3月11日、本中）
- 総フォロワー約100万人の七瀬アリスのSNSアカウントに送られてくる ワンチャン狙いDM（ダイレクトメッセージ）に返信・アポ取り! 騎乗位中心の痴女テクでAV女優の凄さを素人に思い知らせてやった!（3月18日、E-BODY）
- MOODYZファン感謝祭 バコバコバスツアー2025 素人17名とAV女優17名の1泊2日大乱交 新世代AVオールスター覚醒!（3月18日、MOODYZ）
- ワシの子種で孕めッ! 俺のゴミ部屋をバカにした港区パリピ女を取っ捕まえて、媚薬を使ってブリブリ精子逆流するまでキメセク中出しホールドしてやった。 七瀬アリス（3月25日、本中）
- 顔も体もプレイも… すべてがエロ美しい 七瀬アリス1stBEST480分（4月15日、本中）※単体ベスト
- 幼馴染と3年ぶりの再会。大人になったボクたちが久しぶりに乳首あて合いっこしてみたら… 昔と変わらない敏感乳首をイカせる延長戦（セックス）でチクイキ中出しラブゲーム 七瀬アリス（4月22日、本中）
- 終電逃して先輩宅に泊まることに… 部屋着のトレーニングウェア姿と健康的な巨乳スリムボディに興奮し一晩中アスリート並みに貪り合った。 七瀬アリス（4月29日、E-BODY）
- 「吸いすぎちゃったらごめんね。」 搾精サキュバスに恋をして ～アリスっちゅ淫ワンダーランド～ 七瀬アリス（5月13日、ダスッ!）
- アリス様に全主導権を握られ蔑まれたい… あなたの秘めたドM心を解放させる絶世美女の愛ある罵倒ASMRオナサポ 七瀬アリス（5月20日、E-BODY）
- はじめてのNHレズセックス 人生初の筆下ろし、解禁。W専属Special 七瀬アリス 柊かな（6月10日、ダスッ!）
- ～僕の新妻は誰かのマゾペット～ 妻のスマホを覗いたらご主人様とのドマゾ懇願SEX動画を見つけてしまいました… 七瀬アリス（6月17日、E-BODY）
- 七瀬アリスの体内に10種類の媚薬を注入! どんどん下品にキマりまくる7変化 濃縮媚薬マン汁だらだらで相手のチ●ポもキマって止まらない中出しと射精30発（6月24日、本中）
- 【閲覧注意】「俺の子を産め」と義父に言わせ、洗脳完了。正気を失うほどの過激なアへ顔刷り込み中出し。 七瀬アリス（7月8日、ダスッ!）
- 繁華街で働く平凡なコンビニ店員の僕がスタイル抜群な大人気キャバ嬢と夢みたいな恋愛をした 七瀬アリス（7月15日、E-BODY）[26]
- 上司の娘とその友達ビッチに呼び出され逆3P挟み撃ち中出しでチ●ポがバカになるまでパパ活の練習台にさせられた部下の僕。 小栗操 七瀬アリス（7月29日、本中）
- 倒錯した性癖がほとばしる。歴代最強のNHレズセックスW専属スペシャル 七瀬アリス 柚木れんか（8月12日、ダスッ!）
- 真面目なメイドがまさかのサキュバス化 ご主人様に跨りマ〇コでザーメン吸い尽くす無理やり痴女られサキュバスメイド 七瀬アリス（8月19日、E-BODY）
- 性交に飢えたM男クンのお宅に1ヶ月禁欲させた七瀬アリスを派遣してSEX我慢指令!! 互いに極限まで焦らし合い、我慢の限界に達して勝手に暴走生中出しスペシャル!!（8月26日、本中）

### アダルトVR
- クビレボディの秘訣は… 毎晩僕に跨って腰うねり騎乗位トレーニング! ※恥ずかしいから女友達には絶対秘密だそうです。 七瀬アリス（7月1日、kawaii*）
- 【隣人トラブルVR】隣に住む母娘がボクの部屋のゴミを片付けてほしいとクレームを入れてきたので、部屋に連れ込みゴミ部屋レ○プ!! 娘の前で母を犯した後に、娘も犯す!! 森沢かな 七瀬アリス（7月9日、MOODYZ）
- 事故で両足怪我して寝たきりの僕を世話してくれた介護士の七瀬さんが天使過ぎて身も心も癒される至れり尽くせり介護VR 七瀬アリス（8月1日、マドンナ）
- 天井特化アングルVR ～別の女性と結婚をする「僕」と「幼馴染」の甘酸っぱいセックス～ 七瀬アリス（9月9日、KMPVR）
- 悪気ない様子で男を従順な性処理ペットとして飼育し自らの欲望を満たすJ●逆監禁 七瀬アリス（9月19日、KMPVR-彩-）
- 美食家のツンデレお嬢様は僕の庶民チ×ポでヨダレを垂らして馬乗りFUCK 七瀬アリス（9月30日、KMPVR）
- ベロ見せつけVR（10月2日、KMPVR）
- フェラ顔でヌキたい人へ（11月1日、KMPVR）
- すっぴん顔面特化VR（11月1日、KMPVR）
- 顔面特化アングルVR ～じとぺた彼女の顔をずっと見続けるイチャラブSEX～ 七瀬アリス（11月4日、KMPVR）
- 天井特化アングル × JOI VR（11月11日、KMPVR）
- 舐め特化VR (VRKM-451)（12月1日、KMPVR）
- 一緒にオナニーしよ? 二人でした方が気持ちいいよね!（12月18日、KMPVR）
- 乳首特化VR（12月31日、KMPVR）

- 乳首ゴン責めVR（5月25日、KMPVR）
- おっぱいを下から見上げる膝枕VR（7月1日、KMPVR）
- 見た目は幼いけど身体は大人 女子校生のプリップリTバック尻に顔騎されちゃうVR（7月11日、KMPVR）
- ボク史上… 全てが幸せ過ぎる。《トロける接吻》と《甘々のささやき声》で翻弄されるキス淫語シチュエーション 七瀬アリス（9月26日、KMPVR-彩-）
- 地方出張で憧れの女上司とまさかの相部屋に…。 ミスの連発で落ち込む僕に自信を持たせようと浴室でもベッドの上でも濡れ髪のまま何発も抜いてくれた!! 七瀬アリス（12月17日、KMPVR）

- すんごいテクで10発抜いちゃうアリスの風俗3ジャンル完全射精サポート 七瀬アリス（2月25日、KMPVR）
- 喉奥をバチボコ犯してから顔射⇒お掃除イラマのフルコンボ! イラマチオ顔射フィニッシュVR（4月12日、KMPVR）

- 美顔降臨 七瀬アリス VR SPECIAL BEST（1月13日、KMPVR）※単体ベスト
- 水も滴る良いお姉さんの濡れ透けスリム巨乳に貪りつく夢のびしょ濡れシチュエーション 七瀬アリス（2月4日、E-BODY）
- 七瀬アリス8KVR 美顔美ボディを超画質で堪能するワンランク上のオナサポVR（3月31日、E-BODY）
- 5分に一度、我慢できずに射精。脳がバグるぐらい禁欲させられた後に、おち○ぽがバグるまで連続射精。 七瀬アリス（5月14日、ダスッ!）
- 七瀬アリスと甘～すぎる同棲性活 ちょっぴり性欲が強いけど、僕のことを大好きすぎて、アリスが大好きな中出しSEXをしてくれる幸せな時間（6月27日、本中）
- ようこそ! 中出し射精サークルへ 男は僕1人だけ!? 本中学園8人の女子に抜かれまくるハーレム中出し夏合宿【8KVR】 七瀬アリス 松本いちか 北野未奈 美園和花 藤森里穂 弥生みづき 響乃うた 倉本すみれ（7月11日、本中）
- 顔面特化 不倫スローセックス 8KVR 七瀬アリス（8月13日、ダスッ!）

- 体外離脱して隣のシートを覗き見アングル採用 新感覚! ピンサロVR ピンサロに行ったら気になること第1位! 隣のシートを覗きたい! 七瀬アリス（6月6日、本中）

### アダルト配信
- 素人個人撮影、投稿。638 つぐみ 19歳 学生（4月11日、シロウトTV）

- アリス（6月13日、Buzzシロウト）
- 〈オールSSS級の超美人妻→お酒で淫乱化! × ヘビロテ確定の泥酔汁だくSEX!!〉美くびれ巨乳のファビュラスBODY! 旦那が相手してくれない… 欲求不満妻がお酒を飲んで淫乱化! ガチ敏感「死んじゃうッ! 死んじゃうッ!」痙攣絶叫! イキ方がマジでエロい! 突然の旦那からTEL中に鬼●ピストン連発!  [酒・汗・オイル・泡・卑猥汁]にまみれてトロけ合う! 汁だく濃密性交!!（7月11日、街角シロウトナンパ）
- アリス（8月31日、えちえち素人）
- アリス (stcv019)（9月3日、素人CLOVER）
- 【美しすぎる】【可愛いすぎる】ありさちゃん参上!! 美少女の応募理由は「チ●ポが欲しい♪ 舐めたいw」2週間はご無沙汰で欲求不満!ってヤリマン発言♪上乳にハミ尻で準備OK!!【二刀流】【ド変態プレイ】攻めも受けも両方イケイケ! ジュポジュポ濃厚フェラに神腰つきの騎乗位と気持ちよさMAX!! 始まりから終わりまで昇天連発SEXを見逃すな!! ありさ 24歳 カフェ店員（9月14日、ARA）
- 【緊急取材】謝礼金と引き換えに不倫中出しSEX! 旦那に内緒でホストクラブに入り浸る人妻【訳アリ借金妻 事例その4】アリス/27歳/ホストクラブにハマった人妻（9月14日、ナンパdeハメハメ）
- 【秒イキ早漏美女】オナニー中の素人さん宅へ緊急突撃。クリイキ後の感度MAXま●こにチ●コを突き刺しイキまくり。広瀬さん/輸入インテリア専門卸商社 経理/入社2年目（9月15日、プレステージ）
- 【パンっパンっに張ったおっぱいがエロいバニーガールと種付けSEX】普段はポーカーフェイスでSEXYバニーガールのアリスちゃんだけど大好きなセフレ君の前では即濡れ変態兎に大変身! パーフェクト美少女のマ●コとお口に大量精子を注ぎ込む!【しろうとハメ撮り＃アリス＃21歳＃カジノバー店員】（9月23日、MOON FORCE）
- 【Fカップのモデル級美女】モバイルバッテリーを借りて旅行好き女子大生とパコパコSP!! 旅行ってハメハメしがち?! 容赦なしの濃密セックス!! 2つの名器でイカセまくって彩とりどりのチンコを頬張り尽くす大満足120点な旅【充電させてくれませんか? NO.22】ななせ 24歳 女子大生（9月24日、SUKEKIYO）
- 【J●リフレ盗撮】出会った美少女スタッフは客にオプションを付けてもらえないと仲良くできないという甘えんぼ。もちろん付けましょう! 仲良くしてください! って…え? ちょっと生で? いいの!? そこまで仲良くなって…!? アリスちゃん / 18歳 / 可愛い笑顔の裏にエグイ性欲で客を絡め取る（9月28日、ドキュメントdeハメハメ）
- 【肉感美尻の美少女J○】エロ同人作家のおじさんとお付き合いしている現役女子○生のありすちゃんは、おじさんの描いた新作をオカズにオナニーしちゃう根っからのスケベっ娘! 今日もデートを早々と切り上げホテルに直行wおじさんの生ハードピストンでイカされまくった直後の敏感な生膣奥を、生追撃ピストンで更に突かれまくる!! こんなカワイイ美少女に、スレンダーボディとは裏腹な肉感タップリのスケベすぎる美尻を見せつけられたらそりゃ誰だって理性を失って腰を振るw 相手がイッたとかお構いなしに振り続けるねw制服でドップリ中出しキメても収まらぬ我がチンコ、メイド衣装に着替えさせて即再SEX!!【親子ほど年の離れたJ○とおじさんのカップル】（10月3日、しろうとまんまん）
- 【Fカップ美乳エチョナ】【うまうま美ヒップ】【いきなり挿入妊活】超特級美女の急かし跨り生チン挿入スタート!! 焦る理由は結婚願望の暴走…!? 極みエロボディフル活用でエチエチ騎乗位で問答無用連続2搾精!! 零れる精液構わずに己の性欲と願望に真っ直ぐ一心不乱に腰振る姿は美しい!! 順序逆転ゴム無し妊活SEXはエロ過ぎシュシュブチ注意!! / ラブホドキュメンタリー休憩2時間 / 120 Fカップ超美乳の結婚願望ヤバみエチョナ美女の既成事実ブチあげ生中出しSEX!! 授かり婚確実の2NN!! / アリス / 22歳（10月15日、プレステージプレミアム）
- アリス（10月22日、援でり）
- 【極上美女と爆尻美女がハロウィンコスH!! もちろんゴム無し大乱交の大問題作が無事爆誕!?】完璧すぎる美女JDのコス姿は反則級!! 頭の中もド淫乱えちょエチョナ!! シュシュブチ御免のド級エロ乱交!! 2回戦でのコスチェン!! タイマンでれエチ姿に大ボッキ不可避!! おはようからオヤスミまでエロスたっぷりの大満足3搾精!! ありす / 20歳 / ガチ美女がコスで大乱交!! ハロウィンSEXガチ勢のまじ美乳美尻フル活用3射精性交!!（10月24日、プレステージプレミアム）
- 【モデル体型が真っ昼間から外でオナニー!? みう(仮)】Hey! Please! Panty! 住宅街でオナる脱ぐ悦ぶ、生粋のド変態! 露出プレイでマン汁ダラダラw ホテルに着くなり即責めます! バイブ挿入で喉奥イラマ! 拘束プレイでオナホ状態!? イキすぎ性処理道具を犯し尽くすッ!!!【いいなりMさん ～Please Panty～ NO.2】（11月12日、SUKEKIYO）
- 「私以外に中出ししちゃダメだよ」 完全無欠の超絶美女! …なのにダメ男にご執心なチョロかわラウンジ嬢がいちゃラブ対面座位でお●んぽロック! 大好きなセフレ君の精子を子宮で受け止め幸福絶頂! #007 アリス / 21歳 / 美形ラウンジ嬢（11月15日、ドキュメントdeハメハメ）
- 七瀬（11月19日、素人盗撮倶楽部）
- キス大好き美人エロ女神CA 素股で欲情中出し2発!（12月16日、ドキュメントdeハメハメ）
- ありす（12月31日、れいわしろうと）

- 【初めて出張エステティシャンを呼んだら】 美女が自宅に来てドキドキ。密着型マッサージで下半身はムクムク。あれ? なぜか美女が腰を擦り付けている。そしてなぜか挿ってしまっている… アリス / どこから眺めてもソソられる美女エステティシャン（1月1日、ドキュメントdeハメハメ）
- ありす（2月10日、素人ぱいぱい）
- 七瀬さん（3月1日、E★ナンパDX）
- ななせ (hmdn461)（3月14日、ハメドリネットワークSecondEdition）
- ありす (hmdnc590)（4月19日、ハメドリネットワークSecondEdition）
- 完全盗撮 メンエス嬢の裏サービス アリス & あやな（5月4日、アマTV）
- 出張中に手違いで女上司とまさかの相部屋で○み説教中（7月3日、アマTV）
- 磯山アリス（9月22日、ぎがdeれいん）
- 【極上美女 & 爆尻ビッチのコスコス大乱交】【エロ過ぎ底抜けド淫乱ビッチのエチエチ飲み会からのゴム無し大乱交】【ダブルビッチの夢の競演!! 爆尻担当のケイレンSEXは必見!!】【美乳担当のガチピンク乳首のS級美女のガチイキSEX】【もちろん最後はソロSEXも!! 収録時間は100分越えの大ボリューム激シコ映像をお届け!!】【えま / 20歳 / 超日本人級すごケツ美JD】【ありす / 20歳 / SEXガチ勢のまじ美乳美尻美女】Wコスビッチを一挙配信SP!!（10月28日、プレステージプレミアム）
- アリス (ndh028)（11月20日、ナンパ de ハメハメ）

### イメージビデオ
- Oasis 七瀬アリス（2021年4月2日、ファインピクチャーズ）
- Alice Charismagic・七瀬アリス（2024年8月1日、REbecca）

### 写真集
- Alice 七瀬アリス1st写真集（2024年8月23日、竹書房、撮影：富田恭透）ISBN 978-4-8019-4103-8 [34]

### デジタル写真集
- Oasis デジタル写真集 七瀬アリス（4月23日、ファインピクチャーズ、撮影：SHOOTING STAR）
- Alice in Wonderland 七瀬アリス（9月24日、プレステージ出版、撮影：柳沢康太）※【グラビア写真集】と【ヌード写真集】の2種類あり。

- LOVEPOP デラックス 七瀬アリス 001（12月30日、ラビリンス）

- LOVEPOP デラックス 七瀬アリス 002（1月6日、ラビリンス）
- おしり愛 〜誘惑する社長室室長〜 七瀬アリス（2月14日、徳間書店、撮影：野澤亘伸）
- LOVEPOP デラックス 七瀬アリス 003（2月27日、ラビリンス）
- LOVEPOP デラックス 七瀬アリス 004（3月3日、ラビリンス）
- LOVEPOP デラックス 七瀬アリス 005（4月21日、ラビリンス）

- AV大好きキャンペーン2024フォトブック（1月19日、FANZA BEAUTY COLLECTION）※FANZA「【AV大好きキャンペーン】I LOVE AV♡」キャンペーンガール7名の写真を収録。

- デジグラ・デラックス 七瀬アリス 001（1月3日、ラビリンス）
- デジグラ・デラックス 七瀬アリス 002（3月1日、ラビリンス
- デジグラ・デラックス 七瀬アリス 003（4月13日、ラビリンス）
- デジグラ・デラックス 七瀬アリス 004（6月7日、ラビリンス）
- デジグラ・デラックス 七瀬アリス 005（8月2日、ピンク倶楽部）

## 製品

### カレンダー
- 七瀬アリス 2024年カレンダー（2023年12月9日、SUNCARAT）
- 七瀬アリス 2025年カレンダー（2024年10月12日、SUNCARAT）
- 卓上 七瀬アリス 2025年カレンダー（2024年10月12日、SUNCARAT）

## 出演

### テレビ
- ビ～チ9（2021年3月、テレビ埼玉）

### ラジオ
- さからじ（2022年5月22日、渋谷クロスエフエム）
- 島田ゆかり・七瀬アリス・中村純子のイブニング女子会（2022年7月31日、渋谷クロスエフエム）

### 配信バラエティ
- m HOLD‘EM メディア対抗戦[35]（2022年11月9日、m HOLD‘EM公式観戦アプリ）‐ サイゾー代表
- メンタメch -大人のセイカツ向上委員会-（2024年3月28日 - 、メンタメch/YouTube）- パーソナリティ

### 配信ドラマ
- 真・夜王伝説４ ネオン街No.1への甘美で危険な道（2023年10月4日、ネクスタシーEX、シネポップ） - レイカ 役[36]
- 闇の女手配師レイカ 妖艶美女スカウトが誘う甘美な闇（2023年11月3日、ネクスタシーEX、シネポップ） - レイカ 役[37]
- オンナたちの告白～麗子～（2023年、監督：カワノゴウシ、「オンナたちの告白」製作委員会）[38]
- 鶴瓶＆ナイナイのちょっとあぶないお正月2023（2024年1月1日、ABEMA）- バスケ美女（JAPAN）[39]

### 舞台
- 解体OK（2022年6月16日 - 6月20日、Air studio）
- 兎狩りC200の闘劇視察 Bunny Fight(ウサギ狩り) （2023年10月25日 - 29日、池袋・シアターKASSAI） - ピネル 役[40]

### 映画
- トリプル・クライマックス 三人の女たち『ママになってよ』（2024年9月20日、オーピー映画）[41]

### 音楽イベント
- LADY MADONNA ANNEX（2023年8月3日、東京・品川 GOTANDA G6）[42]
- LADY MADONNA ～春、桜の花芯満開～（2024年3月28日、東京・青山RizM）[43]

## 執筆

### コラム
- 七瀬アリスの毎日カレーじゃ飽きるので♡（2022年6月13日‐、東京スポーツ）隔週月曜連載